# Costa Azul (Canelones)
|  | No s'ha de confondre amb La Aguada y Costa Azul. |

Costa Azul és un balneari del sud de l'Uruguai, ubicat al departament de Canelones. Forma part de la Costa de Oro i va ser fundat el 1934.

## Geografia
Costa Azul es troba al sud-est del departament de Canelones, al sector 8. Al sud té platges sobre el Riu de la Plata; a l'est limita amb Bello Horizonte, i a l'oest amb el balneari de La Floresta.
El balneari s'ubica al km 56 de la Ruta Interbalneària.

## Població
Segons les dades del cens de 2004, Costa Azul tenia 826 habitants.
| Any  | Població |
| ---- | -------- |
| 1963 | 271      |
| 1975 | 456      |
| 1985 | 554      |
| 1996 | 759      |
| 2004 | 826      |

Font: Institut Nacional d'Estadística de l'Uruguai